# Enthüllungsplattform
Unter dem Begriff Enthüllungsplattform wird eine Website bzw. die hinter ihr stehende Organisation verstanden, die es sich zum Ziel setzt, vertrauliche, geheime oder zensierte Dokumente anzunehmen und unter Gewährleistung der Anonymität des Hinweisgebers, des sogenannten Whistleblowers, den journalistischen Medien zur Verfügung zu stellen und auch selbst im Internet für jedermann zugänglich zu machen und zu archivieren. Damit wird investigativer Journalismus ermöglicht. Um die Informanten zu schützen, werden Verschlüsselungstechniken angewendet und zum Eigenschutz der Mitarbeiter eine eher konspirative Vorgehensweise angewendet, was Interviews und Stellungnahmen einzelner nicht ausschließt. Der Begriff wurde vom Journalismus geprägt, um bei steigender Bekanntheit von WikiLeaks einen Oberbegriff für das neuartige Phänomen zur Verfügung zu haben.

## Geschichte
Die Forderung nach freiem Zugang zu Informationen, verbunden mit einer ablehnenden Haltung gegenüber staatlicher Autorität, gehörte zur Vorstellungswelt der Hacker, die seit Mitte der 1980er-Jahre begannen, nationale und internationale Computernetzwerke zu erforschen und ihre Sicherheitslücken auszunutzen. Aus dieser Gedankenwelt gingen Cryptome und WikiLeaks hervor. Die Entwicklung und zunehmende Verbreitung des World Wide Web, in dem einmal publizierte Informationen kaum noch zurückgenommen werden können, sondern im Gegenteil massenhaft kopiert und international weiterverbreitet werden, trug zur Entstehung von Enthüllungsplattformen bei.

## Plattformen

### Cryptome
Vorreiter ist die seit 1996 von John Young betriebene amerikanische Webseite Cryptome. Young übernahm 2006 für das damals neue Projekt WikiLeaks die Registrierung der Domains wikileaks.org, wikileaks.cn und wikileaks.info. Nach einem Streit mit Julian Assange über die Höhe der für WikiLeaks zu sammelnden Spendengelder stieg er dort aus und distanzierte sich seit diesem Zeitpunkt scharf von WikiLeaks.

### WikiLeaks
Im Jahr 2006 gegründet, erlangte WikiLeaks durch spektakuläre Veröffentlichungen vor allem seit der Mitte des Jahres 2010 internationale Bekanntheit und hohe mediale und politische Aufmerksamkeit. Der Gedanke lag nahe, das Konzept zu modifizieren und ähnliche Organisationen und Webseiten zu gründen.

### OpenLeaks
Im Dezember 2010 angekündigt, ging OpenLeaks Ende Januar 2011 in einer Startphase online und sollte im Laufe des Jahres den uneingeschränkten Betrieb aufnehmen. OpenLeaks entstand aus einer Abspaltung von WikiLeaks unter Beteiligung von Daniel Domscheit-Berg und Herbert Snorrason, die WikiLeaks zusammen mit anderen Mitarbeitern im September 2010 verließen.

### Aljazeera Transparency Unit
Mit dem Aljazeera Transparency Unit bietet der arabische Nachrichtensender Al Jazeera seit Anfang 2011 die Möglichkeit, Dokumente zur Auswertung und Veröffentlichung hochzuladen. Dabei werden die Daten automatisch verschlüsselt. Zusätzlich werden PGP und Tor empfohlen, um größtmögliche Anonymität und Sicherheit zu gewährleisten. Al Jazeera gibt an, keine IP-Adressen von Informanten zu speichern.
Bereits im Januar 2011 veröffentlichte Al Jazeera geheime Verhandlungsdokumente zwischen Israel und der palästinensischen Autonomiebehörde, die als Palestine Papers bekannt wurden. Es handelt sich um mehr als 1600 Dokumente, die insbesondere eine sehr entgegenkommende Verhandlungsposition des palästinensischen Unterhändlers Saeb Erekat im Jahr 2008 aufzeigen.

### Brussels Leaks
Brussels Leaks, gegründet im Dezember 2010, bestehend aus Journalisten und Mitarbeitern aus der Kommunikationsbranche, hat als beabsichtigten Schwerpunkt die Lobbyarbeit bei der Europäischen Kommission mit Sitz in Brüssel. Es stellt auf seiner Webseite ein Formular für sichere Kontaktaufnahme zur Verfügung. Eingesendete Dokumente sollen überprüft werden. Eine eigene Veröffentlichung ist nicht geplant, sondern die Weitergabe an die Medien.

### BalkanLeaks
BalkanLeaks wird von Bulgaren im Pariser Exil betrieben und will sich auf organisiertes Verbrechen und Korruption auf hoher Ebene innerhalb der Region konzentrieren. Zur Anonymisierung werden kanadische Server und Tor verwendet. Erste Dokumente wurden 2010 veröffentlicht.

### GreenLeaks
Der australische, in Berlin lebende Dokumentarfilmer Scott Millwood teilte Reuters im Januar 2011 mit, die Domain GreenLeaks in 36 Ländern und unter den Top-Level-Domains .com und .biz registriert zu haben. Die neugegründete Plattform will die Thematiken Umwelt- und Klimaschutz in den Vordergrund stellen.
Sie befindet sich wegen des gleichartigen Namens, der auch als Markenname registriert wurde, in einer Auseinandersetzung mit den dänischen Betreibern der thematisch gleich gelagerten und ebenfalls neugegründeten Website GreenLeaks.org, zu denen auch die isländische Parlamentsabgeordnete Birgitta Jónsdóttir, eine ehemalige Aktivistin von WikiLeaks zählt. Beide Plattformen befinden sich noch im Aufbau.

### WAZ-Gruppe
Auch das Rechercheteam von DerWesten.de, dem Nachrichtenportal der WAZ-Mediengruppe, wird in diesem Zusammenhang genannt, da im Dezember 2010 eine durch GnuPG gesicherte Möglichkeit eingerichtet wurde, anonym Dokumente hochzuladen. Es ist jedoch nicht geplant, diese grundsätzlich zu veröffentlichen, sondern sie sollen in erster Linie als Grundlage journalistischer Arbeit dienen, womit, neben dem kommerziellen Hintergrund, ein deutlicher Unterschied zu anderen Projekten der beschriebenen Art besteht. David Schraven, der Leiter des Rechercheteams, hatte sich zuvor sehr kritisch über WikiLeaks geäußert. Die Veröffentlichung geleakter Dokumente hält er aus Sicherheitsgründen nur für einen gangbaren Weg, wenn dadurch keine Informanten gefährdet werden. Er zog nach drei Monaten eine positive Zwischenbilanz, gab jedoch zu, die Hälfte des ihm angebotenen Materials sei nicht zu verwertender „Bullshit“.

### Wall Street Journal (eingestellt)
Im Mai 2011 richtete das Wall Street Journal unter dem Namen SafeHouse ein Portal ein, auf dem Dokumente anonym hochgeladen werden können. Der Hacker und WikiLeaks-Unterstützer Jacob Appelbaum kritisierte umgehend Aspekte der technischen Sicherheit. Die Tatsache, dass sich das Wall Street Journal die Weitergabe der Informationen an Strafverfolgungsbehörden oder an Dritte vorbehielt, sorgte für zusätzliche Kritik. Das Portal wurde mittlerweile wieder eingestellt.

### RuLeaks.net
Bei RuLeaks.net, einer aus dem Umfeld der russischen Piratenpartei betriebenen Website, wurden anfangs schon von WikiLeaks veröffentlichte Materialien weiterverbreitet, die einen Bezug zu Russland aufweisen. Inzwischen wurden aber auch Fotos veröffentlicht, die einen Bezug zur angeblichen Fehlverwendung von Spendengeldern aufweisen.

### Rospil.info
Der Anwalt und Blogger Alexei Nawalny, der sich gegen Korruption engagiert, eröffnete die Seite rospil.info.

### AnonLeaks
Aus dem Internetkollektiv Anonymous hervorgegangen, veröffentlichte AnonLeaks tausende E-Mails der Firma HBGary Federal, die unter anderem für die US-Regierung arbeitet; zuerst über BitTorrent, später auch auf der russischen Website anonleaks.ru. Dies geschah laut Eigenaussage aus Rache, weil der CEO der Firma, Aaron Barr, versucht hatte, „führende“ (das Kollektiv ist per Eigendefinition führerlos) Mitglieder von Anonymous zu enttarnen. Wie sich später außerdem herausstellte, hatten die Bank of America und die US-Handelskammer indirekt über die Kanzlei Hunton & Williams HBGary beauftragt, die von Julian Assange angekündigten Veröffentlichungen zu US-Banken zu untersuchen bzw. deren Glaubwürdigkeit zu diskreditieren. Sowohl die US-Handelskammer als auch die Bank of America dementierten dies jedoch. Die Daten wurden dabei illegal durch Cracken der Server-Infrastruktur von HBGary beschafft. In einer Twitter-Nachricht verkündeten sie, dass sie, da Wikileaks offensichtlich Probleme habe, ihre eigene Enthüllungsplattform aufbauen würden. Als Team geben sie fünf Personen an, deren Namen jedoch nur Pseudonyme sind.